# Ultimate Mortal Kombat 3
Ultimate Mortal Kombat 3 is een computerspel dat werd ontwikkeld en uitgegeven door Midway Games. Het spel kwam in oktober 1995 uit als arcadespel. Hierna volgde verschillende ports voor spelcomputers.

## Platforms
| Jaar | Platform                           |
| ---- | ---------------------------------- |
| 1995 | Arcade                             |
| 1996 | SEGA Saturn, SNES, Sega Mega Drive |
| 2001 | Game Boy Advance                   |
| 2006 | Xbox 360                           |
| 2007 | Nintendo DS                        |

Voor de PlayStation 3 kwam het spel uit via de Mortal Kombat Arcade Collection.

## Ontvangst
| Beoordeeld door   | Platform         | Datum             | Score |
| ----------------- | ---------------- | ----------------- | ----- |
| AceGamez          | Xbox 360         | 30 september 2007 | 80%   |
| Game Revolution   | SEGA Saturn      | 6 juni 2004       | 75%   |
| Gamer 2.0         | Nintendo DS      | 19 november 2007  | 72%   |
| GameSpot          | Nintendo DS      | 20 november 2007  | 70%   |
| Thunderbolt Games | Nintendo DS      | 7 december 2007   | 70%   |
| Purojuegos        | Nintendo DS      | 2007              | 65%   |
| Cubed3            | Nintendo DS      | 18 januari 2008   | 60%   |
| Defunct Games     | SEGA Saturn      | 2 juli 2006       | 40%   |
| AceGamez          | Game Boy Advance | 19 juli 2002      | 40%   |
| IGN               | Game Boy Advance | 10 januari 2002   | 20%   |